# Liga Premier de Tailandia 2016
La Liga Premier de Tailandia 2016 (también conocida como la Toyota Thai Premier League por razones de patrocinio) fue la 20.ª temporada de la Liga tailandesa, la liga profesional inglesa superior para clubes de fútbol de la asociación, desde su establecimiento en 1996. Un total de 18 equipos compitieron en la liga. La temporada empezó el 5 de marzo de 2016.
Buriram United es el campeón defensor, habiendo ganado el título de la Premier League tailandesa la temporada anterior.

## Equipos
Un total de 18 equipos disputaron la liga, incluidos 15 equipos de la temporada 2015 y tres promovidos de la División tailandesa 1 Liga 2015.
TOT y Port fueron relegados a la División tailandesa 1 Liga 2016 después de acabar la temporada 2015.  Saraburi, que ocupaba el puesto 14, se retiró de la liga después de la temporada, evitando que el BEC Tero Sasana descendiera. Fueron reemplazados por los tres mejores equipos de la División tailandesa 1 2015, el subcampeón de Liga Pattaya United, el tercer puesto Sukhothai y cuarto puesto BBCU.

### Estadios y ubicaciones
Nota: listas de Mesa por orden alfabético.
| Equipo               | Provincia         | Estadio                                   | Capacidad |
| -------------------- | ----------------- | ----------------------------------------- | --------- |
| Army United          | Bangkok           | Estadio de Deportes de Ejército tailandés | 20,000    |
| Bangkok Glass        | Pathumthani       | Leo Estadio                               | 13,000    |
| Bangkok United       | Pathumthani       | Thammasat Estadio                         | 25,000    |
| BBCU                 | Nonthaburi        | Nonthaburi Estadio de centro de jóvenes   | 6,000     |
| BEC Tero Sasana      | Bangkok           | Aniversario de 72 años Estadio            | 10,000    |
| Buriram United       | Buriram           | Nuevo yo-Estadio Móvil                    | 32,600    |
| Chainat Hornbill     | Chainat           | Chainat Estadio                           | 12,000    |
| Chiangrai United     | Chiangrai         | Estadio unido de Chiangrai                | 15,000    |
| Chonburi             | Chonburi          | Chonburi Estadio                          | 8,500     |
| Muangthong United    | Nonthaburi        | SCG Estadio                               | 15,000    |
| Nakhon Ratchasima    | Nakhon Ratchasima | 80.º Estadio de Cumpleaños                | 28,000    |
| Navy                 | Chonburi          | Sattahip Navy Estadio                     | 12,500    |
| Osotspa Samut Prakan | Samut Prakan      | Estadio de #m Poderes                     | 4,100     |
| Pattaya United       | Chonburi          | Estadio de delfines                       | 5,000     |
| Ratchaburi Mitr Phol | Ratchaburi        | Ratchaburi Estadio                        | 10,000    |
| Sisaket              | Sisaket           | Sri Nakhon Lamduan Estadio                | 10,000    |
| Sukhothai            | Sukhothai         | Thung Thalay Luang Estadio                | 8,000     |
| Suphanburi           | Suphanburi        | Suphanburi Estadio de municipio           | 25,000    |

### Cambios de estadio
- Bangkok United utilizado el Thammasat Estadio en Pathumthani,  un cambio de la estación anterior donde utilizaron el tailandeses-Estadio japonés en Bangkok como su tierra de casa en 2015.
- Ratchaburi Mitr Phol Utilizará el Mitr Phol Estadio en mayo de 2016.

### Equipos
Nota: las banderas indican equipo nacional cuando ha sido definido bajo FIFA reglas de elegibilidad. Los jugadores pueden aguantar más de uno no-FIFA nacionalidad.
| Equipo               | Entrenador de cabeza                       | Capitán                                                 | Fabricante de caja | Patrocinador de camisa |
| -------------------- | ------------------------------------------ | ------------------------------------------------------- | ------------------ | ---------------------- |
| El ejército Unió     | Watcharakorn Antakhamphu                   | Chaiwat Nak-iem, ChaiwatChaiwat Nak-iem                 | Sakka Deporte      | Chang                  |
| Vaso de Bangkok      | Anurak Srikerd                             | Herrero mate                                            | Nike               | Leo Cerveza            |
| Bangkok Unió         | Alexandré Pölking                          | Wittaya Madlam, WittayaWittaya Madlam                   | Ari                | Cierto                 |
| BBCU                 | Koichi Sugiyama                            | Nakul Pinthong                                          | Ego Deportes       | 3BB                    |
| BEC Tero Sasana      | Branko Smiljanić                           | Apichet Puttan                                          | FBT                | FB Batería             |
| Buriram Unió         | Alexandre Gama                             | Suchao Nutnum, SuchaoSuchao Nutnum                      | Hecho por club     | Chang                  |
| Chainat Hornbill     | Issara Sritaro                             | Pisan Dorkmaikaew                                       | Warrix             | Wangkanai              |
| Chiangrai Unió       | Teerasak Po-on, TeerasakTeerasak Po-encima | Pichitphong Choeichiu, PichitphongPichitphong Choeichiu | Hecho por club     | Singha Parque          |
| Chonburi             | Therdsak Chaiman, TherdsakTherdsak Chaiman | Chonlatit Jantakam, ChonlatitChonlatit Jantakam         | Nike               | Chang                  |
| Muangthong Unió      | Totchtawan Sripan                          | Datsakorn Thonglao, DatsakornDatsakorn Thonglao         | Deporte magnífico  | SCG                    |
| Nakhon Ratchasima    | Sugao Kambe                                | Chalermpong Kerdkaew, ChalermpongChalermpong Kerdkaew   | Deporte magnífico  | Mazda                  |
| Navy                 | Stefano Cugurra                            | Nataporn Phanrit                                        | Hecho por club     | HR-Pro                 |
| Osotspa Samut Prakan | Somchai Subpherm                           | Jetsada Puanakunmee, JetsadaJetsada Puanakunmee         | Deporte magnífico  | M-150                  |
| Pattaya Unió         | Miloš Joksić                               | Tanasak Srisai                                          | Tamudo             | —                      |
| Ratchaburi Mitr Phol | Pacheta                                    | Heberty                                                 | Ari                | Mitr Phol              |
| Sisaket              | Božidar Bandović                           | Ekkapan Jandakorn, EkkapanEkkapan Jandakorn             | Hecho por club     | Muang Tailandés        |
| Sukhothai            | Somchai Chuayboonchum                      | Yuttapong Srilakorn                                     | Mawin              | Chang                  |
| Suphanburi           | Sérgio Alexandre                           | Prat Samakrat, PratPrat Samakrat                        | Warrix             | Chang                  |

### Cambios de técnicos
| Equipo               | Entrenador saliente   | Tipo de salida           | Fecha de salida         | Mesa       | Incoming Director | Fecha de cita           |
| -------------------- | --------------------- | ------------------------ | ----------------------- | ---------- | ----------------- | ----------------------- |
| Chonburi             | Jadet Meelarp         | Fin de Contrato          | 14 de diciembre de 2015 | Pre-season | Therdsak Chaiman  | 21 de diciembre de 2015 |
| Osotspa Samut Prakan | Kritsada Piandit      | Fin de Contrato          | 14 de diciembre de 2015 | Pre-season | Somchai Subpherm  | 14 de diciembre de 2015 |
| Ratchaburi Mitr Phol | Josep Ferré           | Fin de Contrato          | 14 de diciembre de 2015 | Pre-season | Pacheta           | 5 de enero de 2016      |
| Sisaket              | Chalermwoot Sa-Ngapol | Fin de Contrato          | 14 de diciembre de 2015 | Pre-season | Božidar Bandović  | 5 de enero de 2016      |
| Suphanburi           | Worrawoot Srimaka     | Fin de caretaker función | 14 de diciembre de 2015 | Pre-season | Sérgio Alexandre  | 6 de enero de 2016      |
| Muangthong Unió      | Dragan Talajić        | Despidió                 | 19 de enero de 2016     | Pre-season | Totchtawan Sripan | 20 de enero de 2016     |
| BEC Tero Sasana      | Rangsan Viwatchaichok | Fin de caretaker función | 27 de enero de 2016     | Pre-season | Branko Smiljanić  | 5 de febrero de 2016    |

### Jugadores extranjeros
El número de jugadores extranjeros está restringido a cinco por equipo. Un equipo puede utilizar cuatro jugadores extranjeros en el campo en cada juego, incluyendo al menos un jugador del país de AFC.
| Club                 | Jugador 1       | Jugador 2         | Jugador 3        | Jugador 4            | Jugador de AFC     |
| -------------------- | --------------- | ----------------- | ---------------- | -------------------- | ------------------ |
| Army United          | Botti           | Josimar           | Kai Hirano       | Zdenko Kaprálik      | Hassan Sunny       |
| Bangkok Glass        | Ariel Rodríguez | Darko Tasevski    | Lazarus Kaimbi   | Toti                 | Matt Smith         |
| Bangkok United       | Leandro Tatu    | Mario Gjurovski   | Kalifa Cissé     | Dragan Boškovic      | Jaycee John        |
| BBCU                 | Dooh Moukoko    | Diarra Ali        | Julius Oiboh     | Woo Geun-jeong       | Ma Sang-hoon       |
| BEC Tero Sasana      | Greg Nwokolo    | Miloš Bosančić    | Milan Bubalo     | Sreten Sretenović    | Kim Jung-woo       |
| Buriram United       | Kaio            | Weslley           | Andrés Túñez     | Go Seul-ki           | Kim Seung-yong     |
| Chainat Hornbill     | Alex            | Reis              | Renan Silva      | Jo Tae-Keun          | Sho Shimoji        |
| Chiangrai United     | Danilo          | Dennis Murillo    | Wellington Bruno | Hironori Saruta      | Kazuki Murakami    |
| Chonburi             | Anderson        | Leandro Assumpção | Rodrigo Vergilio | Kim Jong-pil         | Kim Chul-ho        |
| Muangthong United    | Cleiton Silva   | Michaël N'dri     | Mario            | —                    | Naoaki Aoyama      |
| Nakhon Ratchasima    | Björn Lindemann | Dominic Adiyiah   | Marco Tagbajumi  | Noah Chivuta         | Satoshi Nagano     |
| Navy                 | Addison         | André Luís        | Felipe           | Anggello Machuca     | Victor Igbonefo    |
| Osotspa Samut Prakan | Aron da Silva   | Jeferson          | Anthony Moura    | Sydney Urikhob       | Ahn Jae-hoon       |
| Pattaya United       | Antonio Pina    | Júnior Negrão     | Yukiya Sugita    | Soony Saad           | Kim Jin-kyu        |
| Ratchaburi Mitr Phol | Carlos          | Takuya Murayama   | Łukasz Gikiewicz | Yannick Djaló        | Heberty            |
| Sisaket              | Victor Amaro    | Norbert Csiki     | Ivan Bošković    | Adefolarin Durosinmi | Anton Zemlianukhin |
| Sukhothai            | Renan Marques   | David Bayiha      | Bireme Diouf     | Jhon Baggio          | Hiromichi Katano   |
| Suphanburi           | Dellatorre      | Márcio Rosário    | Tinga            | Carmelo              | Jung Hoon          |

## Tabla de posiciones
| Pos | Equipo               | PJ | PG | PE | PP | GF | GC | Dif | Pts |
| --- | -------------------- | -- | -- | -- | -- | -- | -- | --- | --- |
| 01. | Muangthong United    | 20 | 17 | 0  | 3  | 48 | 15 | +33 | 51  |
| 02. | Bangkok United       | 20 | 15 | 3  | 2  | 40 | 19 | +21 | 48  |
| 03. | Bangkok Glass        | 20 | 12 | 1  | 7  | 39 | 26 | +13 | 37  |
| 04. | Ratchaburi Mitr Phol | 20 | 10 | 5  | 5  | 38 | 24 | +14 | 35  |
| 05. | Buriram United       | 20 | 9  | 8  | 3  | 29 | 21 | +8  | 35  |
| 06. | Chiangrai United     | 20 | 10 | 3  | 7  | 28 | 26 | +2  | 33  |
| 07. | Chonburi FC          | 20 | 8  | 6  | 6  | 27 | 20 | +7  | 30  |
| 08. | BEC Tero Sasana      | 20 | 9  | 3  | 8  | 28 | 33 | -5  | 30  |
| 09. | Sukhothai FC         | 20 | 7  | 6  | 7  | 33 | 30 | +3  | 27  |
| 10. | Suphanburi FC        | 20 | 6  | 7  | 7  | 18 | 19 | -1  | 25  |
| 11. | Pattaya United       | 20 | 7  | 4  | 9  | 26 | 36 | -10 | 25  |
| 12. | Sisaket FC           | 20 | 6  | 6  | 8  | 23 | 29 | +6  | 24  |
| 13. | Army United FC       | 20 | 6  | 4  | 10 | 21 | 26 | -5  | 22  |
| 14. | Navy FC              | 20 | 5  | 7  | 8  | 13 | 21 | -8  | 22  |
| 15. | Nakhon Ratchasima    | 20 | 6  | 2  | 12 | 17 | 29 | -12 | 20  |
| 16. | Chainat Hornbill     | 20 | 4  | 4  | 12 | 20 | 21 | -11 | 16  |
| 17. | Samut Prakan         | 20 | 2  | 6  | 12 | 25 | 49 | -24 | 12  |
| 18. | BBCU FC              | 20 | 2  | 3  | 15 | 20 | 39 | -19 | 9   |

Pts = Puntos; PJ = Partidos jugados; G = Partidos ganados; E = Partidos empatados; P = Partidos perdidos; GF = Goles anotados; GC = Goles recibidos; Dif = Diferencia de goles

(C) = Campeón.

Fuente:
|  | Fase de grupos de la Liga de Campeones 2017    |
|  | Ronda de Play-Off de la Liga de Campeones 2017 |
|  | Descenso a la División 1 de Tailandia          |

## Estadísticas

### Hat-tricks
| Jugador         | Para           | En contra      | Resultado | Fecha              |
| --------------- | -------------- | -------------- | --------- | ------------------ |
| Andrés Túñez    | Buriram United | Bangkok United | 5–3       | 6 de marzo de 2016 |
| Dragan Bošković | Bangkok United | Buriram United | 3–5       | 6 de marzo de 2016 |

## Premios

### Premios mensuales
| Mes        | Entrenador del Mes    | Entrenador del Mes | Jugador del Mes  | Jugador del Mes   | Referencia |
| Mes        | Entrenador            | Club               | Jugador          | Club              | Referencia |
| ---------- | --------------------- | ------------------ | ---------------- | ----------------- | ---------- |
| Marzo      | Teerasak Po-on        | Chiangrai United   | Matt Smith       | Bangkok Glass     | [ 9 ]      |
| Abril      | Alexandré Pölking     | Bangkok United     | Tanaboon Kesarat | Muangthong United | [ 10 ]     |
| Mayo       | Totchtawan Sripan     | Muangthong United  | Jhon Baggio      | Sukhothai         | [ 11 ]     |
| Junio      | Surapong Kongthep     | BEC Tero Sasana    | Cleiton Silva    | Muangthong United | [ 12 ]     |
| Julio      | Somchai Chuayboonchum | Sukhothai          | Jaycee John      | Bangkok United    | [ 13 ]     |
| Agosto     |                       |                    |                  |                   |            |
| Septiembre |                       |                    |                  |                   |            |
| Octubre    |                       |                    |                  |                   |            |